# Snagov
Snagov è un comune della Romania di 8 331 abitanti, ubicato nel distretto di Ilfov, nella regione storica della Muntenia.
Il comune è formato dall'unione di 5 villaggi: Ciofliceni, Ghermănești, Snagov, Tâncăbești, Vlădiceasca.

## Storia
Il villaggio di Snagov è nato intorno all'omonimo monastero. I primi documenti attestanti l'esistenza di questo centro abitato risalgono al 1408.
Oggi Snagov è un centro di villeggiatura che si affaccia sull'omonimo lago. La vocazione turistica del luogo si è evidenziata soprattutto a partire dalla rivoluzione Rumena del 1989.

## Toponomastica
L'origine del toponimo è ritenuta slava: in particolare Snagov deriverebbe dalla parola bulgara sneg, che significa neve.

## IlParco di Dracula
Nel 2002 venne approvata la costruzione, nei pressi del comune, di un parco a tema chiamato Dracula Park; il parco, accompagnato da forti polemiche dopo che le città della Transilvania avevano rifiutato di accettarlo, asserendo che in questo modo si certificava anche all'esterno l'immagine di una Romania turistica costituita soltanto dal mito del famoso vampiro, doveva infine trovare ubicazione a Snagov, anche in considerazione che una leggenda popolare vuole che Vlad Ţepeş sia sepolto nel monastero che sorge sull'isola del Lago di Snagov.
Oltre alle polemiche culturali, il progetto venne accompagnato da difficoltà politiche e da scandali ed abusi, con diverse denunce alle autorità giudiziarie e polemiche tra il Governo e le opposizioni; altre difficoltà vennero dal fatto che la società promotrice aveva lanciato un grosso prestito obbligazionario per finanziare l'operazione, accusata di mancanza di trasparenza per le continue variazioni apportate al progetto originario.
Ad oggi il progetto sembra essersi perso nel nulla.